# Amazing Grace

Amazing Grace

Amazing Grace (în traducere: „Mărețul Har”) este un cântec bisericesc cunoscut în țările vorbitoare de engleză. Ea a fost preluată ulterior într-o formă modificată de diferite formații muzicale sau ca versiunea gardei imperiale scoțiene „Royal Scots Dragoon Guards”. Textul original al melodiei, scris de John Newton, a fost publicat în anul 1779, conținutul lui referindu-se la convertirea la credință, în spirit creștin, a autorului, care fusese anterior negustor de sclavi, și a devenit un militant convins împotriva sclavagismului.